# Unterseeboot 143 (1940)
Pour les articles homonymes, voir Unterseeboot 143.
L' Unterseeboot 143 ou U-143 est un sous-marin allemand (U- Boot) de type II.D utilisé par la Kriegsmarine pendant la Seconde Guerre mondiale.
Comme les sous-marins de type II étaient trop petits pour des missions de combat dans l'océan Atlantique, il a été affecté principalement dans la Mer du Nord.

## Historique
Mis en service le 18 septembre 1940, l'U-143 a servi comme sous-marin d'entrainement et de navire-école pour les équipages d'abord au sein de la 1. Unterseebootsflottille à Kiel, puis à partir du 3 novembre 1940 dans la 24. Unterseebootsflottille à Memel et à partir du 1er janvier 1941 dans la 22. Unterseebootsflottille à Gotenhafen. En juin 1941, l'U-143 devient opérationnel et rejoint la 3. Unterseebootsflottille à Kiel le 1er avril 1941.
Il quitte le 19 juin 1941 le port de Kiel pour sa première patrouille sous les ordres de l'Oberleutnant zur See Harald Gelhaus pour une surveillance des côtes norvégiennes. Après 25 jours en mer, il rejoint Bergen le 13 mai 1941, puis le port de Kiel le 18 mai 1941, 6 jours plus tard.
Sa deuxième patrouille est réalisée du 9 au 29 juin 1941, soit 21 jours en mer, avec un départ de Kiel et une arrivée à Bergen.
Sa troisième patrouille le voit partir de Bergen le 6 juillet 1941 et y revenir 9 jours plus tard, le 14 juillet 1941. 3 jours plus tard, il reprend la mer pour Kiel qu'il atteint le 21 juillet 1941.
Sa quatrième et dernière patrouille de guerre le fait quitter l port de Kiel le 17 août 1941. le 23 août 1941, il coule 1 navire marchand norvégien de 1 409 tonneaux. après 21 jours en mer, le 12 septembre 1941, il revient sur Kiel.
Il quitte le service active le lendemain de son retour de sa dernière patrouille en rejoignant la 22. Unterseebootsflottille et ne sert plus qu'à la formation des sous-mariniers jusqu'à la fin de la guerre.
Le 5 mai 1945, l'U-143 se rend aux forces alliées à Heligoland en Allemagne.
Le 30 juin 1945, l'U-143 appareille de Wilhelmshaven vers l'Écosse pour le Loch Ryan pour prendre part à l'Opération Deadlight.
L'U-143 est coulé le 22 décembre 1945 à la position géographique de 55° 58′ N, 9° 35′ O.

## Affectations
- 1. Unterseebootsflottille à Kiel du 18 septembre au 2 novembre 1940 (entrainement)
- 24. Unterseebootsflottille à Memel du 3 novembre au 31 décembre 1940 (entrainement)
- 22. Unterseebootsflottille à Gotenhafen du 1er janvier au 1er avril 1941 (navire-école)
- 3. Unterseebootsflottille à Kiel du 1er avril au 12 septembre 1941 (service active)
- 22. Unterseebootsflottille à Gotenhafen du 13 septembre 1941 au 8 mai 1945 (navire-école)

## Commandements
- Kapitänleutnant Ernst Mengersen du 18 septembre au 2 novembre 1940
- Oberleutnant zur See Helmut Möhlmann du 9 décembre 1940 au 19 mars 1941
- Oberleutnant zur See Jürgen von Rosenstiel du 20 au 30 mars 1941
- Oberleutnant zur See Harald Gelhaus du 31 mars au 19 novembre 1941
- Kapitänleutnant Helmut Manseck du 19 novembre 1941 au 7 avril 1942
- Oberleutnant zur See Gerhard Groth du 8 avril au 14 décembre 1942
- Oberleutnant zur See Erwin Schwager du 15 décembre 1942 au 8 février 1943
- Oberleutnant zur See Hans Vogel du 9 février 1943 au 29 mai 1944
- Oberleutnant zur See Walter Kasparek du 30 mai 1944 au 8 mai 1945

## Patrouilles
|       | Commandant           | Départ          | Départ | Arrivée           | Arrivée    | Jours    | Succès  |
| ----- | -------------------- | --------------- | ------ | ----------------- | ---------- | -------- | ------- |
| 1     | Oblt. Harald Gelhaus | 19 avril 1941   | Kiel   | 13 mai 1941       | Bergen     | 25 jours |         |
|       | Oblt. Harald Gelhaus | 13 mai 1941     | Bergen | 18 mai 1941       | Kiel       | 6 jours  |         |
| 2     | Oblt. Harald Gelhaus | 9 juin 1941     | Kiel   | 29 juin 1941      | Gotenhafen | 21 jours |         |
| 3     | Oblt. Harald Gelhaus | 6 juillet 1941  | Bergen | 14 juillet 1941   | Bergen     | 9 jours  |         |
|       | Oblt. Harald Gelhaus | 17 juillet 1941 | Bergen | 21 juillet 1941   | Kiel       | 5 jours  |         |
| 4     | Oblt. Harald Gelhaus | 17 août 1941    | Kiel   | 21 septembre 1941 | Kiel       | 27 jours | 1 409   |
| Total | Total                | Total           | Total  | Total             | Total      | 82 jours | 1 409 t |

Note : Oblt. = Oberleutnant zur See

## Navires coulés
L'Unterseeboot 143 a coulé 1 navire marchand ennemi de 1 409 tonneaux au cours des 4 patrouilles (82 jours en mer) qu'il effectua.
| Date         | Nom   | Nationalité | Tonnage (GRT) | Fait  |
| ------------ | ----- | ----------- | ------------- | ----- |
| 23 août 1941 | Inger | Norvège     | 1 409         | Coulé |

### Sources
- (en) Cet article est partiellement ou en totalité issu de l’article de Wikipédia en anglais intitulé « German submarine U-143 (1940) » (voir la liste des auteurs).